# Mielofibrosi
Il termine mielofibrosi fa riferimento ad una condizione patologica caratterizzata da progressiva sostituzione del midollo osseo con materiale fibrotico. In questo contesto si può realizzare una soppressione della normale emopoiesi, con un tipico corredo clinico e specifiche alterazioni morfologiche. Tra queste sono sovente presenti:
- Presenza di precursori eritroidi nel sangue periferico
- Presenza di dacriociti nel sangue periferico
- Midollo osseo fibrotico, con caratteristici megacariociti atipici raggruppati
- Nelle fasi finali, il midollo osseo può essere sostituito da tessuto osseo, processo definito osteosclerosi
- Emopoiesi extramidollare, con epatomegalia, splenomegalia e linfoadenomegalia.

Deve essere specificato che la mielofibrosi è una condizione che rappresenta l'esito finale di molti processi patologici. Per questo si deve operare una distinzione tra il termine generico mielofibrosi e il più specifico mielofibrosi idiopatica cronica, entità patologica che rappresenta soltanto una delle cause di mielofibrosi.

## Patogenesi
La mielofibrosi può essere provocata da una pletora di malattie ematologiche e non. Tra queste le più frequenti sono:
- Metastasi al midollo osseo da carcinomi
- Alcuni tipi di infezioni
- Lupus eritematoso sistemico e altre malattie autoimmuni
- Linfomi, soprattutto negli stadi finali
- Linfoma di Hodgkin
- Mastocitosi sistemica
- Mieloma multiplo
- Leucemia mieloide cronica
- Leucemia mieloide acuta
- Leucemia linfoblastica acuta
- Panmielosi con mielofibrosi
- Leucemia a cellule capellute
- Mielofibrosi idiopatica cronica
- Osteodistrofia renale con infezione da HIV
- Osteodistrofia renale con iperparatiroidismo
- Osteodistrofia renale con gray-plateled syndrome
- Esposizione a diossido di torio

## Terapie
Sono in corso ricerche per le seguenti molecole:
- AUY-922
- AZD-1480
- BMS-911543
- INCB-039110
- NS-018
- PRM-151
- PRM-151 Subcutaneous
- SAR-302503
- Therapeutic allogeneic lymphocytes program
- XL-019
- buparlisib
- erismodegib
- gandotinib
- lestaurtinib
- momelotinib dihydrochloride
- pacritinib
- panobinostat
- plitidepsin
- pomalidomide
- pracinostat
- ruxolitinib
- simtuzumab

Il 20 gennaio 2024 la Commissione Europea ha autorizzato la commercializzazione di momelotinib per la cura dei sintomi della mielofibrosi per pazienti con anemia. Nel 2005 è stato scoperto il ruolo della mutazione del gene JAK2 nell’insorgenza della mielofibrosi, seguita dallo studio delle mutazioni nel gene MPL nel 2006 e CALR nel 2013. Tra i JAK inibitori il ruxolitinib è la terapia di elezione per i pazienti non anemici, sostituito da fedratinib nei casi in cui determina tossicità o perde efficacia. 
Il ruxolitinib causa anemia secondaria e costringe a sospendere il trattamento e ad un rapido peggioramento dei sintomi. Comparando tre studi clinici prospettici randomization (il MOMENTUM, il SIMPLIFY-1 e il SYMPLIFY-2), si è concluso che il momelotinib, monitorato da 9 mesi a 3 anni su sul 783 pazienti affetti da mielofibrosi e anemici, aveva portato a una riduzione della splenomegalia e dei sintomi della mielofibrosi, nonché a una maggiore continuità nel trattamento, un minore ricorso alla trasfusione e infine a una sopravvivenza più prolungata.